# جورج كيش
جورج كيش (بالإنجليزية: George Kish)‏ هو عالم رسم الخرائط أمريكي، ولد في 1914، وتوفي في 11 يوليو 1989.